# پولیکارپوف آی-۱۵۳
I-153 (به انگلیسی: Polikarpov_I-153) یک هواگرد از نوع جنگنده ساخت شرکت پولیکارپوف است. هواگرد I-153 نخستین پروازش را در ۱۹۳۷ میلادی انجام داد. این هواگرد در سال ۱۹۳۹ میلادی رسماً معرفی گردید و در سال‌های ۱۹۳۹–۱۹۴۱ تولید شده‌است. در مجموع، تعداد ۳٬۴۳۷ فروند از این هواگرد ساخته شده‌است.
طراح این هواگرد، نیکولای نیکولائوچ پولیکارپف بود.